# Tone Cevc
Tone Cevc, slovenski etnolog, * 31. maj 1932, Kamnik, † 10. februar 2007, Domžale.
Rodil se je očetu trgovcu Emilu in materi modistinji Pavli (rojena Klmapfer). Diplomiral je 1952 na ljubljanski Filozofski fakulteti in prav tam 1969 tudi doktoriral. Kot znanstveni svetnik Inštituta za slovensko narodopisje ZRC SAZU je raziskoval kulturo in način življenja v slovenskem alpskem svetu, zlasti planšarstvo, stavbarstvo in pripovedništvo. Cevc je eden izmed začetnikov slovenske paleontologije na območju materialne kulture. Prva dela o kulturi visokogorskega sveta s planšarstvom in njegovim materialnim in duhovnim izročilom so Cevca uveljavila doma in v svetu. V šestdesetih in sedemdesetih letih 20. stoletja je bil aktivni udeleženec znamenitih sestankov narodopiscev vzhodnoalpskih dežel Alpes Orientales, s katerimi se je slovenska etnologija prvič odprla v svet. Vmes je 1969 doktoriral  temo Pastirske koče v Julijskih in Kamniških Alpah in predslovanski substrat v njihovi arhitekturni dediščini. Najbolj znana Cevčeva tema je bila Velika planina. Popularna monografija o življenju, delu in izročilu pastirjev je izšla leta 1972 in doživela do 1993 tri ponatise. Z njo je zastavil povezovanje materialne in duhovne kulture, ki je postalo značilnost vsega njegovega nadaljnjega dela. S kulturnozgodovinske perspektive je spodbujal povezovanje med etnologijo in arheologijo. 1994 je prejel Murkovo priznanje. 